# إلين ديفيس
إلين ديفيس (بالإنجليزية: Elaine Davis) هي لاعبة كرة الشبكة جامايكية، ولدت في 21 سبتمبر 1976.